# Roda de Berà
Roda de Berà (spanisch: Roda de Bará) ist eine katalanische Gemeinde mit 8.048 Einwohnern (Stand: 2024) in der Provinz Tarragona im Nordosten Spaniens. Sie liegt in der Comarca Tarragonès.

## Geographische Lage
Roda de Berà liegt etwa 15 Kilometer ostnordöstlich von Tarragona und etwa 70 Kilometer westsüdwestlich von Barcelona an der Costa Daurada. durch die Gemeinde führen die Bahnlinien Barcelona-Tarragona, Barcelona-Valls, die Schnellfahrstrecke Madrid–Barcelona sowie die Autobahn AP-7.

## Geschichte
Der Ort liegt an der Via Augusta, die im ersten Jahrhundert vor Christus erbaut wurde. Hier wurde auch der Arc de Berà errichtet. Der Name soll auf den Grafen Bera von Barcelona aus dem 9. Jahrhundert zurückgehen. Bis in das 16. Jahrhundert war das Gebiet in kirchlichem Besitz des Klosters von Sant Pere de Casserres.

## Bevölkerungsentwicklung
| Jahr      | 1900 | 1950 | 1960 | 1970 | 1981 | 1991 | 2001 | 2011 | 2021 |
| Einwohner | 774  | 560  | 583  | 1034 | 1551 | 2077 | 3598 | 6284 | 7127 |

## Wirtschaft
Wesentliche Einnahmequelle von Roda de Berà ist wegen der attraktiven Strände der Fremdenverkehr. 

## Sehenswürdigkeiten
- Der Triumphbogen von Bera (Arc de Berà)
- neoklassizistische Bartholomäuskirche aus dem 17. Jahrhundert
- Marienkapelle
- Turmruine von Cucurull

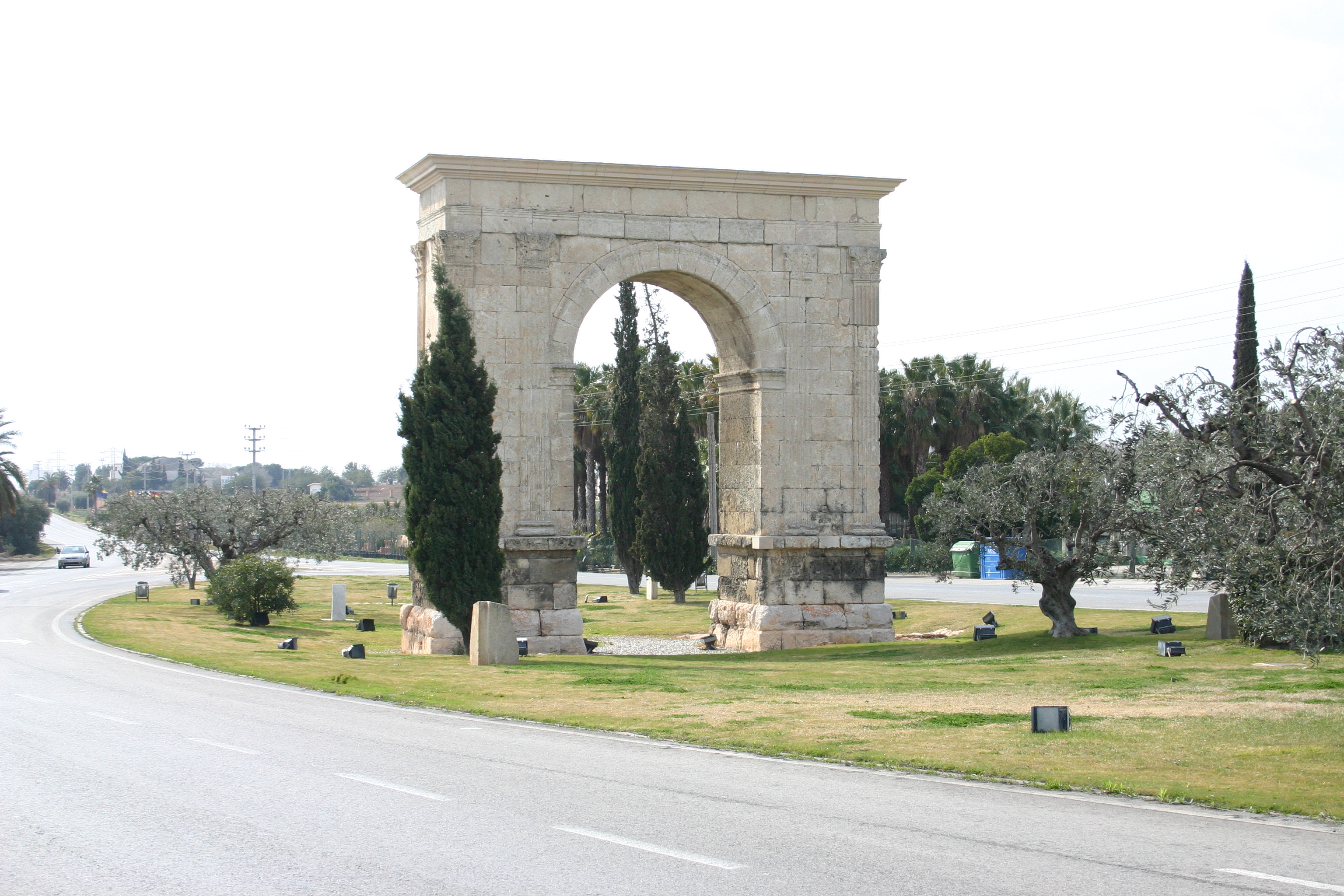
Arc de Berà
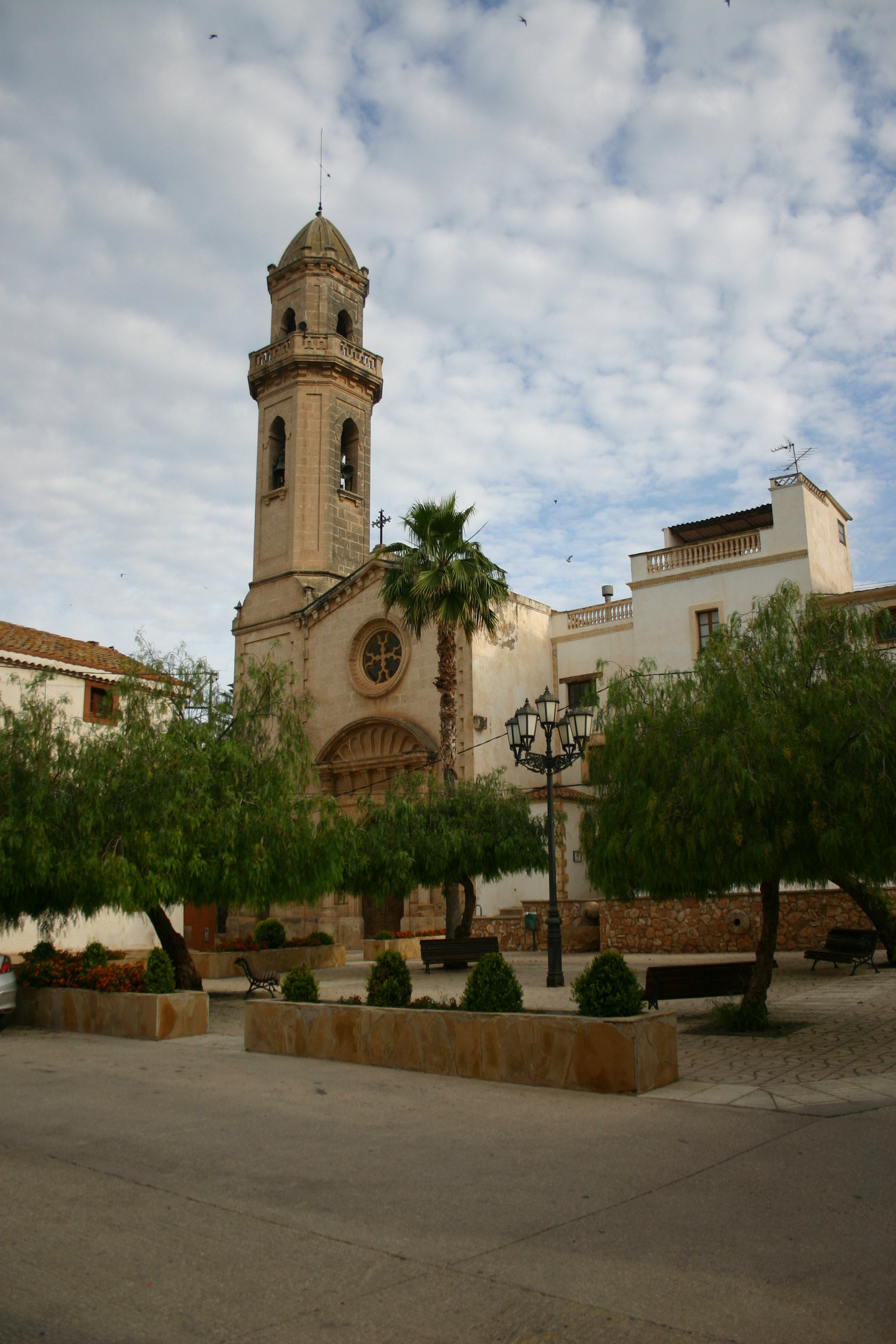
Bartholomäuskirche
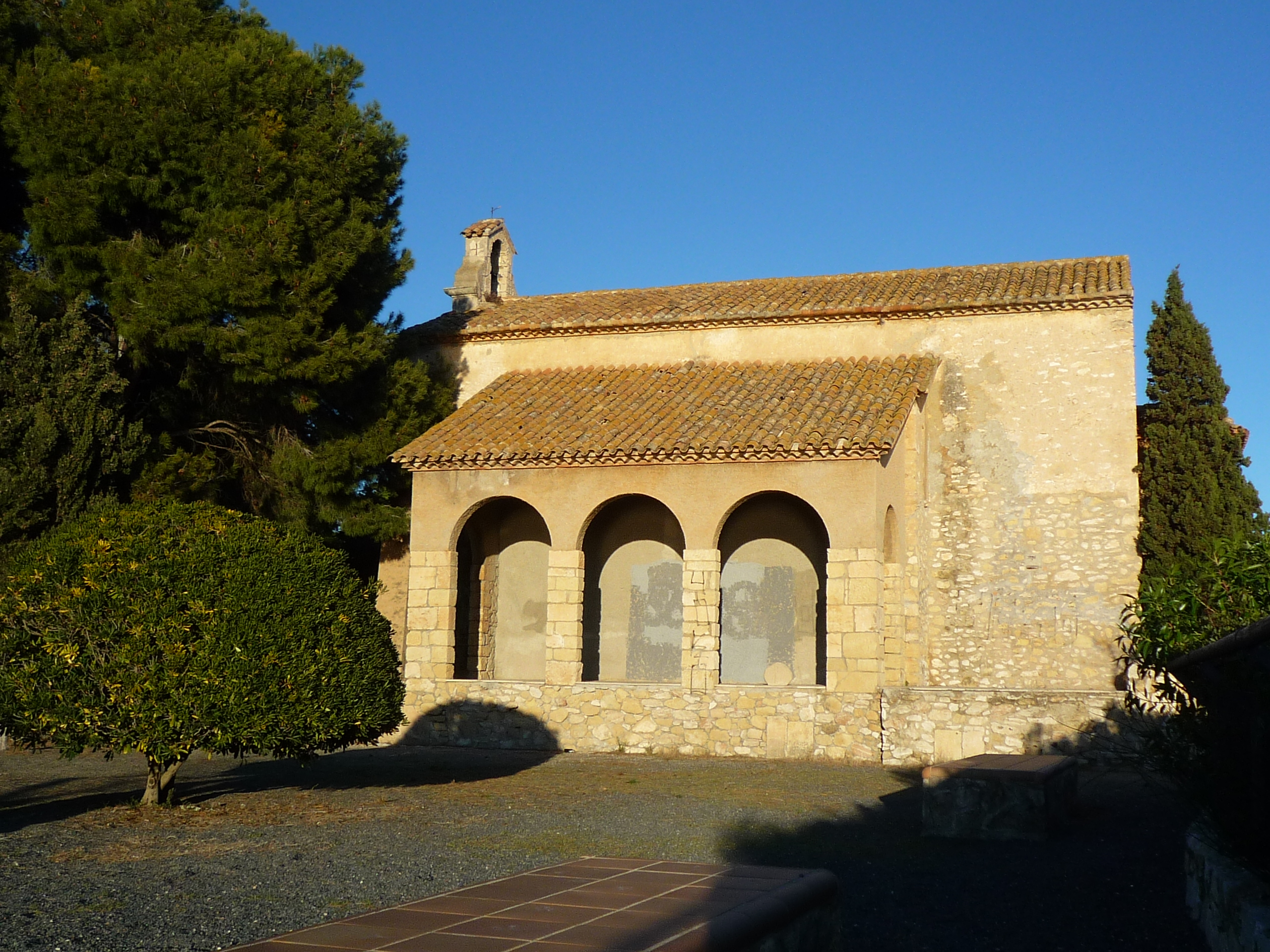
Marienkapelle
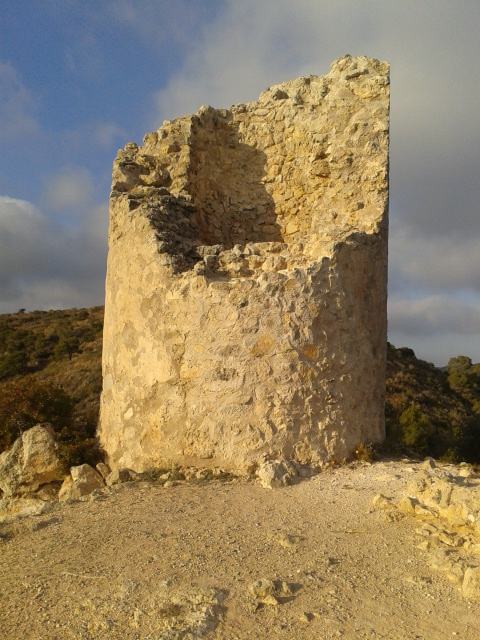
Turmruine von Cucurull

## Persönlichkeiten
- Carme Claramunt i Barot (1897–1939), Politikerin, ermordet